# Aedes nyounae
Aedes nyounae är en tvåvingeart som beskrevs av Hamon och Adam 1958. Aedes nyounae ingår i släktet Aedes och familjen stickmyggor.
Artens utbredningsområde är Elfenbenskusten. Inga underarter finns listade i Catalogue of Life.